# Pablo Lima Martínez
Rai Pablo Lima Martínez (Villa Charcas, Bolivia; 6 de abril de 2000) es un futbolista boliviano que se desempeña como centrocampista y su actual equipo es el Real Tomayapo de la Primera División de Bolivia.

## Clubes
| Club               | País    | Año           |
| ------------------ | ------- | ------------- |
| Quebracho          | Bolivia | 2018          |
| Ciclón             | Bolivia | 2018          |
| Petrolero          | Bolivia | 2019          |
| Nacional SENAC     | Bolivia | 2019          |
| García Agreda      | Bolivia | 2020          |
| Real Tomayapo      | Bolivia | 2021          |
| Bolívar            | Bolivia | 2022          |
| Atlético Palmaflor | Bolivia | 2023          |
| Bolívar            | Bolivia | 2024-presente |

## Palmarés

### Títulos nacionales
| Título           | Club    | País    | Año           |
| ---------------- | ------- | ------- | ------------- |
| Primera División | Bolívar | Bolivia | Apertura 2022 |